# Quick start guide
Een Quick start guide (QSG) – of verkorte instructie –  is een beknopt en handzaam document om gebruikers snel wegwijs te maken in het gebruik of onderhoud van een product. De instructies hebben vaak een stapsgewijze opbouw, met veel visuele illustraties en pictogrammen voor de belangrijkste – of meest gebruikte – functies. De vorm en afmetingen variëren van productstickers, labels, geplastificeerde placemats en een dubbelzijdig bedrukt A4’tje tot een boekwerkje van enkele pagina’s.

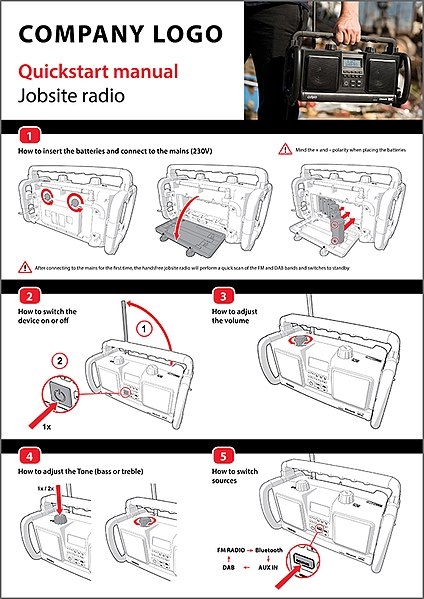
A sample quick start guide for a radio

## Achtergrond
Quick start guides zijn in opmars, onder meer vanwege de toenemende (elektronische) complexiteit van consumentenproducten als televisies, mobiele telefoons, auto’s en softwareapplicaties. De bijbehorende handleiding zijn hierdoor gegroeid in omvang en dat drukt de bereidheid om ze te lezen. Een QSG speelt hierop in door – met de beginnende gebruiker in het achterhoofd –  alleen de installatiestappen en/of functies voor doorsnee gebruik te presenteren. Hierbij worden vaak visuele illustraties en pictogrammen gebruikt die zonder of met weinig tekst te begrijpen zijn. Dit zou onder meer tijdverlies en frustratie schelen bij de ingebruikneming van een product: de drempel om de instructies te raadplegen is laag en de inspanningen worden relatief snel beloond.
Gebruikers zouden volgens sommige ontwerpers ook meer zelfvertrouwen krijgen in de omgang met een product: ze concluderen – terecht of onterecht – dat het niet zo complex is als het op het eerste gezicht lijkt. Mogelijk neemt verder de bereidheid toe om voor complexe problemen de volledige handleiding te raadplegen.

## Geschiktheid
Ontwerpers van QSG’s vragen zich in de eerste plaats af: is het mogelijk om uit het woud van functies en gebruikersmogelijkheden de basale taken te filteren en die handzaam te presenteren? Het antwoord hierop hangt deels af van het vernuft van de QSG-ontwerper en zijn vermogen om zich te verplaatsen in de gebruiker, en deels van het product zelf. Zo is het meestal relatief gemakkelijk om alleen de basistaken te presenteren als een product na het doorlopen van de installatiestappen (one-time setup) continu blijft werken, met relatief weinig instructies voor de basisfuncties. Ook kan na analyse blijken dat er weliswaar een scala aan functies is, maar slechts een beperkt aantal daarvan veelvuldig gebruikt wordt. Een voorbeeld hiervan is rolgebaseerde software. Als het aantal kerntaken (of meest gebruikte functies) per gebruikersrol bijvoorbeeld minder dan een half dozijn is, kan een dubbelzijdig bedrukte geplastificeerde A4 of placemat als snelle gids dienen voor een specifieke gebruikersrol. Voor meer geavanceerde problemen wordt dan verwezen naar de volledige handleiding.

## Eisen
De eisen voor een verkorte instructie zijn niet nauw omschreven. Het is aan de ontwerper van een QSG om te bepalen welke informatie essentieel is om snel aan de slag te kunnen. Wel is er de verplichting (volgens de NEN 5509 en de NEN-EN-IEC 82079) om te verwijzen naar de volledige gebruikershandleiding. Daarnaast moet een QSG de relevante veiligheidsinformatie bevatten.